# Desfiladero de La Hermida
El desfiladero de La Hermida es un conjunto de angostas gargantas del macizo de Ándara que confluyen en la principal, formada por el cauce del río Deva, que discurre entre grandes paredes casi verticales de roca caliza, algunas de más de 600 metros de altura. Ubicado entre Cantabria y Asturias, sus 22 kilómetros de longitud hacen de este desfiladero el más largo de España. Un área de 6350 hectáreas están catalogadas como zona de especial protección para las aves (ZEPA). Durante el siglo XIX el desfiladero fue concurrido por viajeros, exploradores, montañeros, escaladores y cazadores británicos que lo tomaban para llegar a Picos de Europa. Por este motivo el desfiladero aparece descrito e incluso dibujado en grabado en muchos libros de la época, como por ejemplo en Highlands of Cantabria (Ross, M.; y Stonehewer-Cooper, B.; 1885).
Se localiza entre el sector occidental de Cantabria, entre los términos municipales de Lamasón, Cillorigo de Liébana, Peñarrubia y Tresviso, y el municipio asturiano de Peñamellera Baja. Representa el único corredor de entrada desde la costa del Cantábrico a la comarca de Liébana, en Cantabria, al discurrir por él la estrecha carretera N-621. Toma su nombre de La Hermida (Peñarrubia), población cántabra que atraviesa.

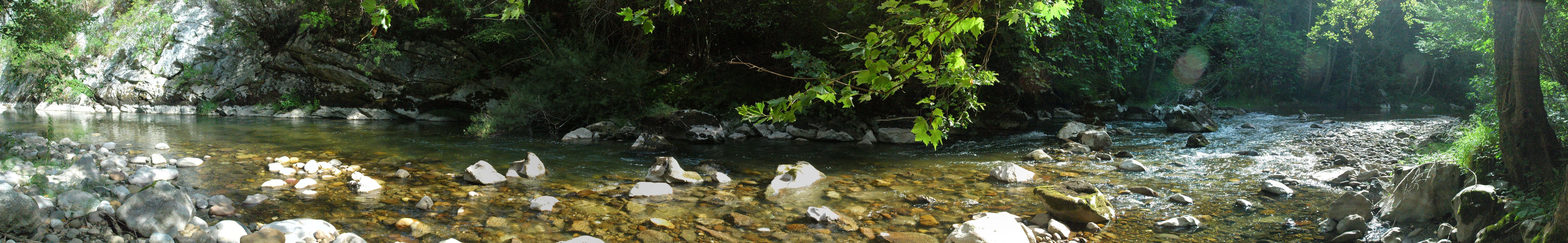
Desfiladero de la Hermida - Rio - Panorámica -Fondo del desfiladero

## Fauna y flora

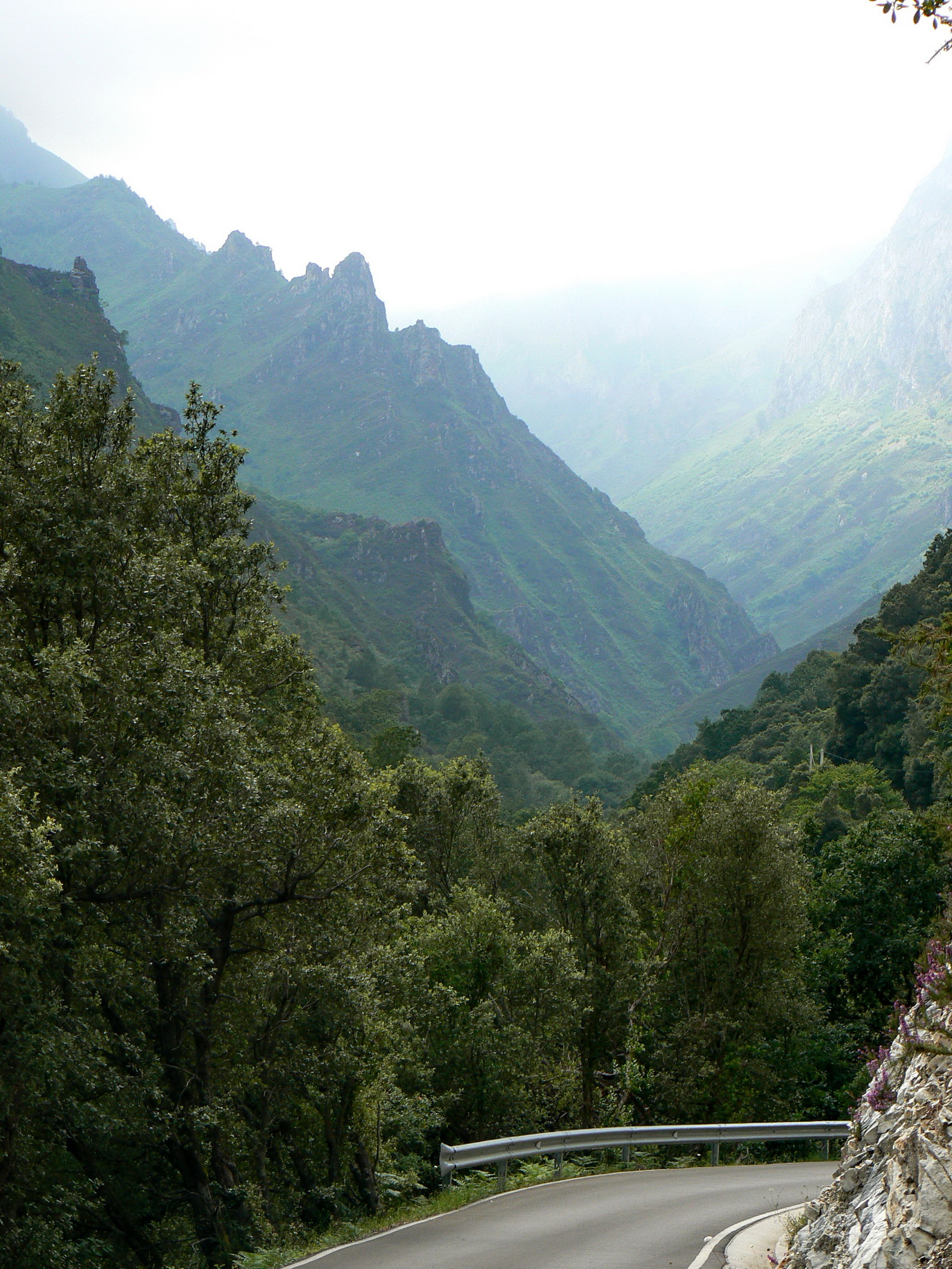
El desfiladero al nivel de la carretera nacional N-621.

Lo abrupto de las laderas que cierran el desfiladero determinan la escasez de vegetación en las mismas, aunque en el fondo de la garganta abundan diferentes especies arbóreas, entre las que destacan las encinas, dispersas tanto por el lado cántabro como por el asturiano. También crecen en el desfiladero los alcornoques, cuyas arboledas están mezcladas con otras típicas de bosque atlántico, hayas y robles. Estas arboledas y bosques se complementan con una vegetación de alta montaña en las zonas más altas. Un bosque de robles puede encontrarse cerca de Lebeña.
Entre la fauna son comunes los rebecos, buitres y águilas, destacando la presencia de exiguas comunidades de urogallos y el avistamiento ocasional de osos pardos, ambos en peligro de extinción en la península ibérica.

## Localidades
En el desfiladero se encuentran las siguientes poblaciones, organizadas según las atraviesa el desfiladero en su dirección principal norte-sur. La carretera N-621 no pasa por todas ellas; del mismo modo, unas se encuentran al borde del río, mientras que otras se retraen a las laderas. La mayor concentración de población se da en el municipio asturiano de Peñamellera Baja, en torno a Panes, donde el desfiladero se abre en un valle. Por la parte cántabra, el desfiladero es muy angosto y está prácticamente deshabitado.
- Unquera (Cantabria): situada a pocos metros de la desembocadura del Deva, justo en un extremo del desfiladero.[11][12]
- Peñamellera Baja (Asturias)
- Urdón (Cantabria)
- La Hermida (Cantabria)
- Caldas (Cantabria)
- Linares (Cantabria): situado sobre un collado que domina el desfiladero.
- Allende (Cantabria)
- Lebeña (Cantabria): pueblo donde se encuentra la iglesia mozárabe de Santa María de Lebeña.

## Historia
El desfiladero comunica naturalmente la ría de Tina Mayor, frontera entre la costa occidental de Cantabria y la oriental de Asturias, con la comarca cántabra de Liébana, en el macizo Occidental de los Picos de Europa. La primera vía transitable adaptada que se creó a través del desfiladero data de 1863.
En los collados que se asoman al desfiladero existen restos de estructuras tumulares megalíticas, en posiciones de atalaya sobre el curso del Deva, así como pinturas prehistóricas de más de 20 000 años de antigüedad. A partir de las descripciones de Pomponio Mela, algunos autores contemporáneos han deducido la existencia en época de los pueblos cántabros de una posible población castreña en él.
La apertura de la ruta de 1863 supuso la comunicación de una región con riquezas mineras (Liébana y el propio desfiladero) con otra industrial. Previamente se habían dado dos pasos que condujeron a esta unión; por un lado el asentamiento en Reocín de la Real Compañía Asturiana de Minas, y por otro la entrada de capital francés y belga ante el interés por los recursos mineros del desfiladero y otras zonas cercanas. El nuevo camino supuso una mejora para el traslado de minerales a través del desfiladero, vía que ya se utilizaba para este fin desde finales del siglo XVIII.

## El desfiladero en la cultura
Además de las extensas descripciones que le dedicaron varios autores ingleses en la segunda mitad del siglo XIX, el desfiladero aparece en diversas pinturas. Concretamente, fue pintado por Carlos Haes (cuadro El desfiladero de la Hermida en Calizas) por su relieve, pues Haes tenía interés en la corriente geológica de la pintura paisajista.